# Grania fustata
Grania fustata is een ringworm uit de familie van de Enchytraeidae. De wetenschappelijke naam van de soort is voor het eerst geldig gepubliceerd in 2007 door DeWit & Erséus.